# San Jerónimo escribiendo (Caravaggio, La Valeta)
San Jerónimo escribiendo es un cuadro de Caravaggio, pintado en 1608 y conservado en Malta.

## Análisis
Este cuadro pertenece a la etapa en la que Caravaggio trabajó en Malta. El tema que aborda este cuadro ya había sido tratado por Caravaggio en varias ocasiones, pero ahora incluye un escudo de Malta en el lado inferior derecho. 
El pintor representa a San Jerónimo como un hombre profundamente concentrado en sus escritos, que se ha deshecho de sus vestiduras de cardenal y prefiere elementos típicos del ermitaño. Todos estos atributos permiten descifrar que Caravaggio identifica al santo con su amigo y protector Alof de Wignacourt, aunque la biógrafa del pintor, Helen Langdon, apunta a que pudo ser un retrato idealizado de otro miembro importante de la Orden de Malta, Ippolito Malaspina.
En 1984, el cuadro fue robado de la Concatedral de San Juan. El lienzo fue cortado del marco. Dos años después fue recuperado, cuando se pidió un rescate. La obra estaba dañada y necesitó restauración antes de volver a exhibirse.